# Un Souvenir de Solférino

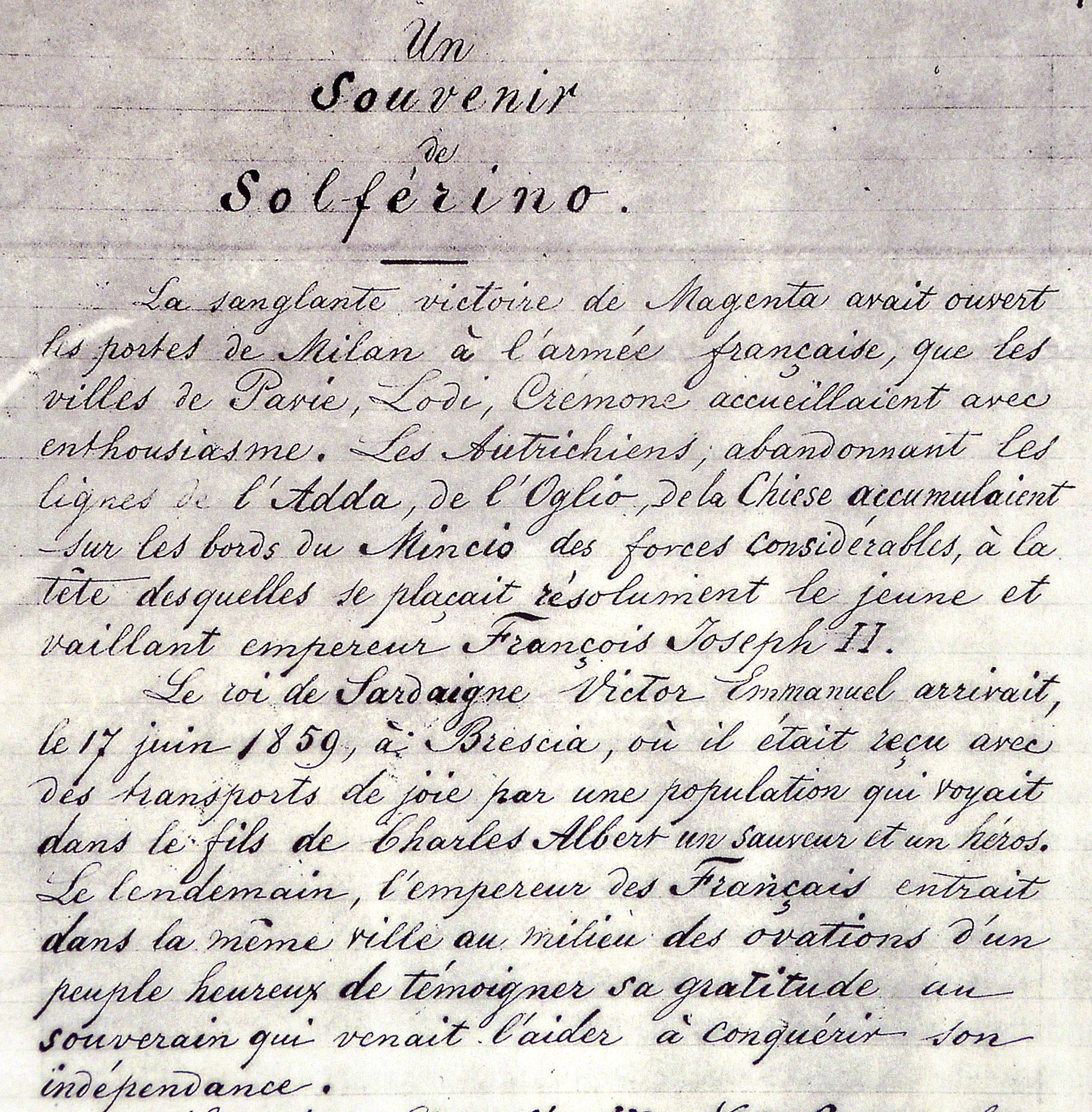
Prima pagina manoscritta del libro

Un ricordo di Solferino (Un Souvenir de Solférino, in francese), pubblicato nel novembre del 1862, è un memoriale di guerra scritto da Henry Dunant, il cui contenuto fornì un valido aiuto alla nascita della Croce Rossa.

## Contenuto del memoriale

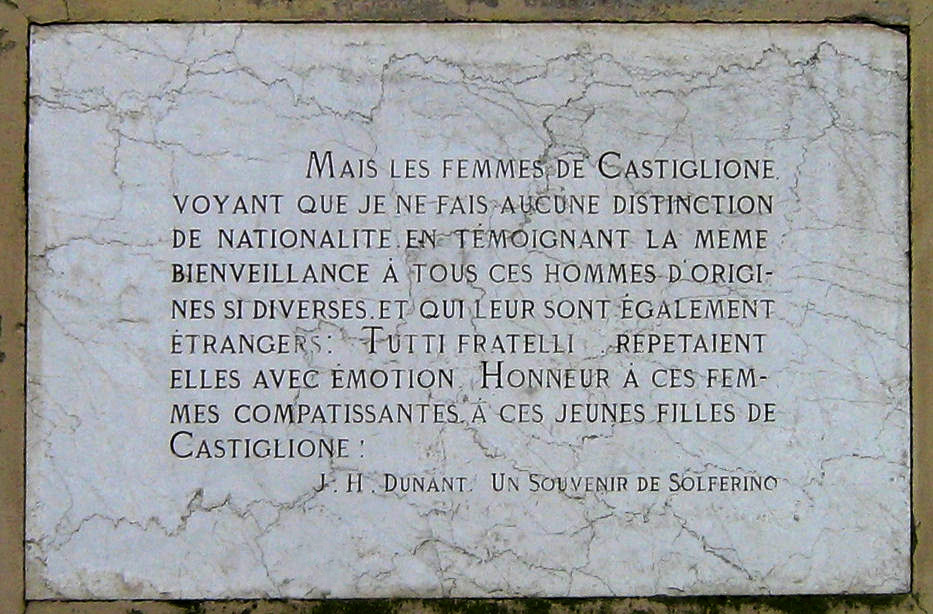
Castiglione delle Stiviere, lapide commemorativa con una frase del libro

In esso Dunant, fondatore del Movimento Internazionale di Croce Rossa e Mezzaluna Rossa racconta la battaglia di Solferino e San Martino, combattuta il 24 giugno 1859 fra l'esercito franco-piemontese e quello austriaco, sulle colline che contornano da sud il lago di Garda.
Il Souvenir, all'epoca in cui fu redatto, era un libriccino sconosciuto, scritto da un autore che non aveva competenze specifiche per la sua realizzazione, non era destinato ad un grande pubblico, ma ad una cerchia di amici, un libro, insomma, senza grandi pretese.
Tuttavia suscitò grande scalpore, tanto che, a distanza di soli due anni dalla sua prima pubblicazione, nell'autunno del 1862, fu firmata la Convenzione di Ginevra (22 agosto 1864).
Dunant era giunto in Italia come "semplice turista"; in realtà, visto il suo insuccesso in Algeria, probabilmente si recò in Italia con la speranza di ingraziarsi Napoleone III, per il quale aveva in precedenza scritto un libro apologetico, forse per poterne trarre dei benefici economici.
Rimase profondamente segnato dagli orrori della battaglia di Solferino, forse a causa della sua predisposizione d'animo e del travaglio interiore dovuto al suo fallimento finanziario in Algeria. Dinanzi al tracollo dell'assistenza sanitaria militare rimase colpito, anche se non fu spettatore diretto della battaglia. Il titolo del libro deriva forse da questa sorta di trauma subito: "Ricordo da Solferino", non "ricordi".
Il libro è stato rimaneggiato varie volte dall'autore (circa otto), prima di giungere all'edizione definitiva. Ci sono state aggiunte posteriori, parti cancellate, altre aggiornate a causa di una migliore documentazione tratta dalla quotidianità, ripresa da altre fonti o testimoniali dirette o giornalistiche. Le riedizioni seguirono un po' la parabola personale di Dunant, ma in realtà il testo non cambiò mai.
Lo stile espositivo è diaristico, empirista. Riporta il dolore della guerra, che vede al suo fondo, fino ad arrivare a capovolgere la medaglia della vittoria in sconfitta, in miseria e morte.
Il Souvenir, negli anni seguenti la sua pubblicazione, non ebbe il posto d'onore che giustamente gli spettava. Infatti, inizialmente, a tutti coloro che lo richiedevano, veniva fornita l'edizione di Amsterdam del 1902, inopportunamente introdotta da una nota poco esatta sulle origini della Croce Rossa, oppure una copia dell'opuscolo di Gustave Moynier, La fondazione della Croce Rossa.
Nel Souvenir sono, però, contenuti tutti e sette i principi che tutt'oggi ispirano la Croce Rossa, a distanza di 150 anni dalla sua fondazione: "umanità", "imparzialità", "neutralità", "indipendenza", "volontarietà", "unità", "universalità".
Inoltre il progetto dell'"organizzazione sanitaria", che poi diventerà la Croce Rossa, viene colto nel Souvenir ancora in germe, ma già abbastanza chiaro. È ben visibile il senso profondo che dovrebbe animare l'istituzione, quasi anche il come dovrebbe sorgere e funzionare.
Il "libriccino che sconvolse l'Europa", breve e pittorico nello stile descrittivo, può convenzionalmente essere suddiviso in diciassette paragrafi, nei quali si individuano chiaramente i temi cruciali del testo, le osservazioni e le proposte del giovane Dunant.

## Edizioni italiane
- Jean Henry Dunant, Un Souvenir de Solférino, prima edizione italiana, 1863.